# 志紋ELLE
志紋 ELLE（しもん える、2月7日 - ）は、日本のAV女優。ファイブプロモーション（マークスグループ）所属。

## 来歴
フランスでフランス人の父と日本人の母の間に生まれる。祖父はドイツ人。
ポルノ業界入り前に、芸能事務所に所属しテレビドラマ、映画、舞台などに出演。AV監督の高槻彰にスカウトされて、ポルノ業界に入った。
2009年3月にシネマユニット・ガス専属女優として、「すごいからだELLE B112W52の衝撃」でAVデビュー。

## 人物
112cmのPカップのバストにウェスト52cmのウェスト。乳首はポツリとした小粒。

## 出演作品

### アダルトビデオ
2009年
- すごいからだELLE B112W52の衝撃（3月27日、シネマユニット・ガス）
- 5年ぶりのセックス解禁 この撮影でエロに目覚めました（6月26日、シネマユニット・ガス）
- デカブラ MANIAX ELLE 騎乗位で潮吹く  112Q（8月28日、シネマユニット・ガス）
- 112Q-ELLE 4つの変態指令 騎乗位とご奉仕とゴックン（10月23日、シネマユニット・ガス）

2010年
- 112Q 変態飼育 ELLE 虐められる悦び （1月29日、シネマユニット・ガス）
- 爆乳人妻温泉旅行 ボルチオと女が本気で迫るSEX （4月23日、シネマユニット・ガス）

2011年
- せがれの嫁がけしからん乳ばしちょる!志紋ELLE（2月5日、タカラ映像）

2015年
- デカブラBEST4時間（2月1日、シネマユニット・ガス）他出演:上原花、美波じゅん、富沢みすず、松崎なな、三枝ゆきな、浜咲恵利、沙月なゆ、黒咲ひな